# Molophilus chazeaui
Molophilus chazeaui är en tvåvingeart som beskrevs av Hynes 1993. Molophilus chazeaui ingår i släktet Molophilus och familjen småharkrankar. Inga underarter finns listade i Catalogue of Life.